# René Berthod
René Berthod (* 7. Februar 1948 in Château-d’Oex) ist ein ehemaliger Schweizer Skirennfahrer. Er war in den 1970er Jahren als Abfahrtsläufer aktiv.

## Biografie
Seine Abfahrtskarriere im Skiweltcup begann in der Saison 1970/71, in der er sogleich zwei 8. Plätze an den beiden Rennen in St. Moritz erreichte. 1978 gab Berthod, nach diversen Verletzungen, seinen Rücktritt vom aktiven Skirennsport bekannt.
Im Laufe seiner Karriere erreichte Berthod fünf Podiumsplätze, darunter vier 2. Plätze in den Rennen von Val Gardena (ITA, 15. März 1972), Megève (FRA, 1. Februar 1975), Aspen (USA, 12. März 1976) und Kitzbühel (AUT, 15. Januar 1977). Ein Sieg an einem Weltcup-Rennen blieb ihm um acht Hundertstelsekunden vergönnt. Insgesamt erreichte Berthod im Skiweltcup 19 Platzierungen unter den besten zehn. Bei den Olympischen Winterspielen 1976 in Innsbruck erreichte er in der Abfahrt den zwölften Platz. 1974 wurde Berthod Schweizer Meister in der Abfahrt.
Nach seinem Rücktritt vom Rennsport arbeitete der mit Auszeichnung gelernte Koch und patentierte Skilehrer zunächst als Vertreter für seine Skifirma, bevor er 1986 das Hotel Schönegg in Wengen kaufte, das er bis 2012 mit seiner Lebenspartnerin Sina Steiner führte. René Berthods Neffe ist der ehemalige Schweizer Skirennfahrer Marc Berthod.